# Aspacures I
Aspacures I de Iberia (en georgiano: ასფაგურ I, latinizado como Aspacures), de la Dinastía arsácida, fue un rey de Iberia, conocida originariamente como Kartli antigua Georgia) desde 265 hasta 284.
Según las crónicas georgianas medievales, Aspagur fue el 23º o 25º rey de Iberia y, junto con los armenios, resistió al Imperio sasánida iraní a la expansión en el Cáucaso. Su reinado probablemente coincidió con la reafirmación temporal del control del Romano sobre la región bajo el emperadores Aureliano y Caro. Se dice que fue derrotado por una invasión iraní y que murió en el exilio en Alania. Según la crónica Vida de los Reyes, fue el último de su linaje, pero se afirma que su hija, Abeshura, estuvo casada con Mirian, que le sucedería en el trono y se convertiría en el primer rey georgiano que abrazó el cristianismo.